# Seznam zápasů české a kazachstánské hokejové reprezentace
Toto je seznam zápasů české a kazachstánské hokejové reprezentace na ZOH a MS.

## Lední hokej na olympijských hrách
| Datum     | Číslo | Česko | Výsledek | Zápas | ZOH  | Místo  | Branky České republiky                                                                                                  |
| --------- | ----- | ----- | -------- | ----- | ---- | ------ | --- |
| 15.2.1998 | 1     | Česko | 8:2      | ZS    | 1998 | Nagano | 2x Martin Ručinský • Martin Straka • Josef Beránek • Vladimír Růžička • Pavel Patera • Martin Procházka • Roman Hamrlík |

## Mistrovství světa v ledním hokeji
| Datum      | Číslo | Česko | Výsledek | Zápas | MS   | Místo   | Branky České republiky                                                        |
| ---------- | ----- | ----- | -------- | ----- | ---- | ------- | ----------------------------------------------------------------------------- |
| 26.4. 2004 | 1     | Česko | 7:0      | ZS    | 2004 | Praha   | 3x Martin Ručinský • 2x Petr Průcha • Jaromír Jágr • David Výborný            |
| 5.5. 2005  | 2     | Česko | 1:0      | ZS    | 2005 | Vídeň   | Aleš Hemský                                                                   |
| 13.5. 2016 | 3     | Česko | 3:1      | ZS    | 2016 | Moskva  | 2x Tomáš Plekanec • Robert Kousal                                             |
| 14.5.2023  | 4     | Česko | 5:1      | ZS    | 2023 | Riga    | Jakub Zbořil, Dominik Kubalík • Lukáš Sedlák • Jan Košťálek • Dominik Kubalík |
| 17.5.2025  | 5     | Česko | 8:1      | ZS    | 2025 | Herning | 3x Roman Červenka, 2x Matěj Stránský, 2x Adam Klapka, Jakub Flek              |
| Zdroj      |       |       |          |       |      |         |                                                                               |